# Поттерс-Гілл (Північна Кароліна)
Поттерс-Гілл (англ. Potters Hill) — переписна місцевість (CDP) в США, в окрузі Даплін штату Північна Кароліна. Населення — 437 осіб (2020).

## Географія
Поттерс-Гілл розташований за координатами 34°57′52″ пн. ш. 77°42′11″ зх. д. / 34.96444° пн. ш. 77.70306° зх. д. (34.964547, -77.703153).  За даними Бюро перепису населення США в 2010 році переписна місцевість мала площу 13,85 км², з яких 13,84 км² — суходіл та 0,00 км² — водойми.

## Демографія
Згідно з переписом 2010 року, у переписній місцевості мешкала 481 особа в 206 домогосподарствах у складі 141 родини. Густота населення становила 35 осіб/км².  Було 235 помешкань (17/км²).
Расовий склад населення:
| - 97,1 % — білих - 1,5 % — осіб інших рас |

До двох чи більше рас належало 1,5 %. Частка іспаномовних становила 2,7 % від усіх жителів.
За віковим діапазоном населення розподілялося таким чином: 17,9 % — особи молодші 18 років, 65,7 % — особи у віці 18—64 років, 16,4 % — особи у віці 65 років та старші. Медіана віку мешканця становила 43,9 року. На 100 осіб жіночої статі у переписній місцевості припадало 95,5 чоловіків;  на 100 жінок у віці від 18 років та старших — 89,9 чоловіків також старших 18 років.
За межею бідності перебувало 10,3 % осіб, у тому числі 0,0 % дітей у віці до 18 років та 42,4 % осіб у віці 65 років та старших.
Цивільне працевлаштоване населення становило 252 особи. Основні галузі зайнятості: освіта, охорона здоров'я та соціальна допомога — 36,5 %, науковці, спеціалісти, менеджери — 20,6 %, сільське господарство, лісництво, риболовля — 16,7 %.